# كريغ ويليامسون
كريغ ويليامسون (20 ديسمبر 1968 - ) (بالإنجليزية: Greig Williamson)‏ هو لاعب كريكت بريطاني. شارك في دورة ألعاب الكومنولث 1998.